# پایگاه هوایی جادر
پایگاه هوایی جادر (به انگلیسی: Gjadër Air Base) یک فرودگاه نظامی است که یک باند فرود بتن دارد و طول باند آن ۲۸۰۰ متر است. این فرودگاه در کشور آلبانی قرار دارد و در ارتفاع ۷ متری از سطح دریا واقع شده‌است.